# 536
Cette page concerne l'année 536  du calendrier julien. Pour l'année 536 av. J.-C., voir 536 av. J.-C. Pour le nombre 536, voir 536 (nombre).
L'année 536 est une année bissextile qui commence un mardi.
L'année 536 est qualifiée de « pire année de l'Histoire » par une équipe d'archéologues menée par Michael McCormick du fait des pandémies et aléas climatiques ayant entraîné de mauvaises récoltes, En 536, il n'y eut ni printemps ni été dans l'hémisphère Nord. L'humanité fut plongée dans un âge glaciaire.

## Événements
- Hiver volcanique de 536. Début d'une des périodes les plus froides de l'histoire : l'éruption d'un ou de plusieurs volcans obscurcit l'atmosphère durant dix-huit mois et baisse la température de 1,5 à 2,5 degrés. La décennie suivante est la plus froide jamais enregistrée sur les 2 000 dernières années[4].
  - Une éruption volcanique a eu lieu dans l'hémisphère nord, probablement en Islande[5]; ('...le soleil a émis une lumière sans brillance, comme la Lune, pendant toute cette année'.- Procope de Césarée[6].). La période de famine qui en découle est décrite dans les Annales d'Ulster.
- Janvier : le général byzantin Mundus est tué en Dalmatie. Salone est reprise par les Ostrogoths[7].
- 20 février : le pape Agapet rencontre Justinien à Constantinople, porteur d'une lettre du roi ostrogoth Théodat qui demande la paix à des conditions humiliantes[8]. Théodat se ravise à l'annonce de la défaite de Mundus en Dalmatie[7].
- Début mars : éruption du Rabaul, dans l’ouest du Pacifique[9].
- 13 mars : le patriarche monophysite de Constantinople Anthime Ier est déposé par le pape Agapet Ier. Ménas lui succède (fin en 552)[10].
- 23 mars, Pâques : conspiration des soldats ariens de Carthage conduit par Stotzas contre le gouverneur byzantin d'Afrique, Solomon, qui se réfugie en Sicile auprès de Bélisaire. Ce dernier intervient pour réprimer la révolte[8].
- Mars : Justinien envoie Constantien en Illyrie. Il réussit à reprendre Salone et occuper toute la Dalmatie et la Liburnie (mi-juin)[7].
- 2 mai - 4 juin : le concile de Constantinople convoqué par Mennas condamne à nouveau les monophysites. Justinien se soumet et confirme par un rescrit du 6 août la déposition d'Anthime[11]. Le concile est suivi d'une répression sanglante du monophysisme en Égypte[12].
- 8 juin : début du pontificat de Silvère, fils du pape Hormisdas (fin en 537)[13].
- Novembre : prise de Naples par Bélisaire après 20 jours de siège ; les Ostrogoths déposent leur roi affaibli, Théodat, et élisent le général Vitigès pour le remplacer[7].
- 9 décembre : Bélisaire occupe Rome[8]. Vitigès tente de résister, assiège Rome pendant plus d’un an, mais est contraint par la famine à lever le siège en mars 538. Il se maintient à Ravenne et fait alliance avec les Perses qui ravagent l’Asie (540)[14].
- Traité entre Vitigès et les rois Francs. Le roi des Goths leur promet la cession des territoires qu'il contrôle au nord des Alpes (Narbonnaise deuxième, Viennoise, Alpes maritimes, protectorat sur les Alamans de Rhétie et de Norique) en échange de leur aide contre les Byzantins. Les Francs, déjà engagés avec Justinien, envoient en Italie un contingent de Burgondes[15].

## Naissances en 536
- Saint Sénoch

## Décès en 536
- 22 avril : Agapet Ier, pape[8].
- Mononobe no Arakabi : ministre japonais.
- Mundus, général byzantin.
- Théodat, roi des Ostrogoths[7].
- Ursicin, évêque de Ravenne.